# Canali di Amsterdam
La città di Amsterdam, capitale dei Paesi Bassi, è costruita su una rete di canali artificiali (in olandese: grachten) lunga più di cento chilometri con circa 90 isole e 1.500 ponti.
I tre canali principali, Herengracht, Prinsengracht e Keizersgracht, scavati nel XVII secolo, durante il Secolo d'oro olandese, formano cinture concentriche intorno alla città, dette grachtengordel. Lungo i canali si trovano 1550 edifici monumentali.
L'area compresa nella cintura di canali del XVII secolo all'interno del Singelgracht, che comprende il Prinsengracht, il Keizersgracht, l'Herengracht e il Jordaan, è inserita nella lista dei Patrimoni dell'umanità dell'UNESCO.
Per la sua conformazione Amsterdam è stata chiamata la "Venezia del Nord".

## Storia
Gran parte del sistema di canali di Amsterdam è il risultato del piano urbanistico, realizzato nella prima parte del XVII secolo per fronteggiare la crescente immigrazione, chiudendo i quattro principali canali con le loro estremità sulla baia IJ.
Tre dei canali sono per lo più per lo sviluppo residenziale (Herengracht, Keizersgracht e Prinsengracht) mentre il quarto canale esterno, Singelgracht, ha finalità di difesa e di gestione delle risorse idriche. Il piano prevedeva inoltre l'interconnessione dei canali a lungo raggio, una serie di canali paralleli nel quartiere Jordaan (soprattutto per il trasporto delle merci, per esempio, la birra) e la conversione di un canale perimetrale interno già esistente (Singel) da uno scopo difensivo ad uno sviluppo residenziale e commerciale e più di cento ponti.
Lo scopo difensivo del Nassau/Stadhouderskade era costituito da un fossato e da argini, con porte nei punti di transito, ma comunque senza sovrastrutture in muratura.
La costruzione procedeva da ovest a est, in tutta la larghezza del progetto, come un gigantesco tergicristallo come lo chiamava lo storico Geert Mak - non dal centro verso l'esterno come sostiene un mito popolare. La costruzione del settore nord-occidentale è stato avviato nel 1613 e fu terminata intorno al 1625. Dopo il 1664, è stata avviata la costruzione nel settore meridionale, anche se lentamente a causa di una depressione economica. La parte orientale del piano per il canale concentrico, che copre l'area tra il fiume Amstel e la baia IJ, non è stato sviluppato per lungo tempo. Nei secoli successivi, la terra è andata in gran parte per il parco, il giardino botanico, case di riposo, teatri e altre strutture pubbliche - e per vie d'acqua senza molta progettazione. Diverse parti della città e dell'area urbana sono polder, riconoscibili dal loro suffisso -meer, che significa 'lago', come Aalsmeer, Bijlmermeer, Haarlemmermeer, e Watergraafsmeer.

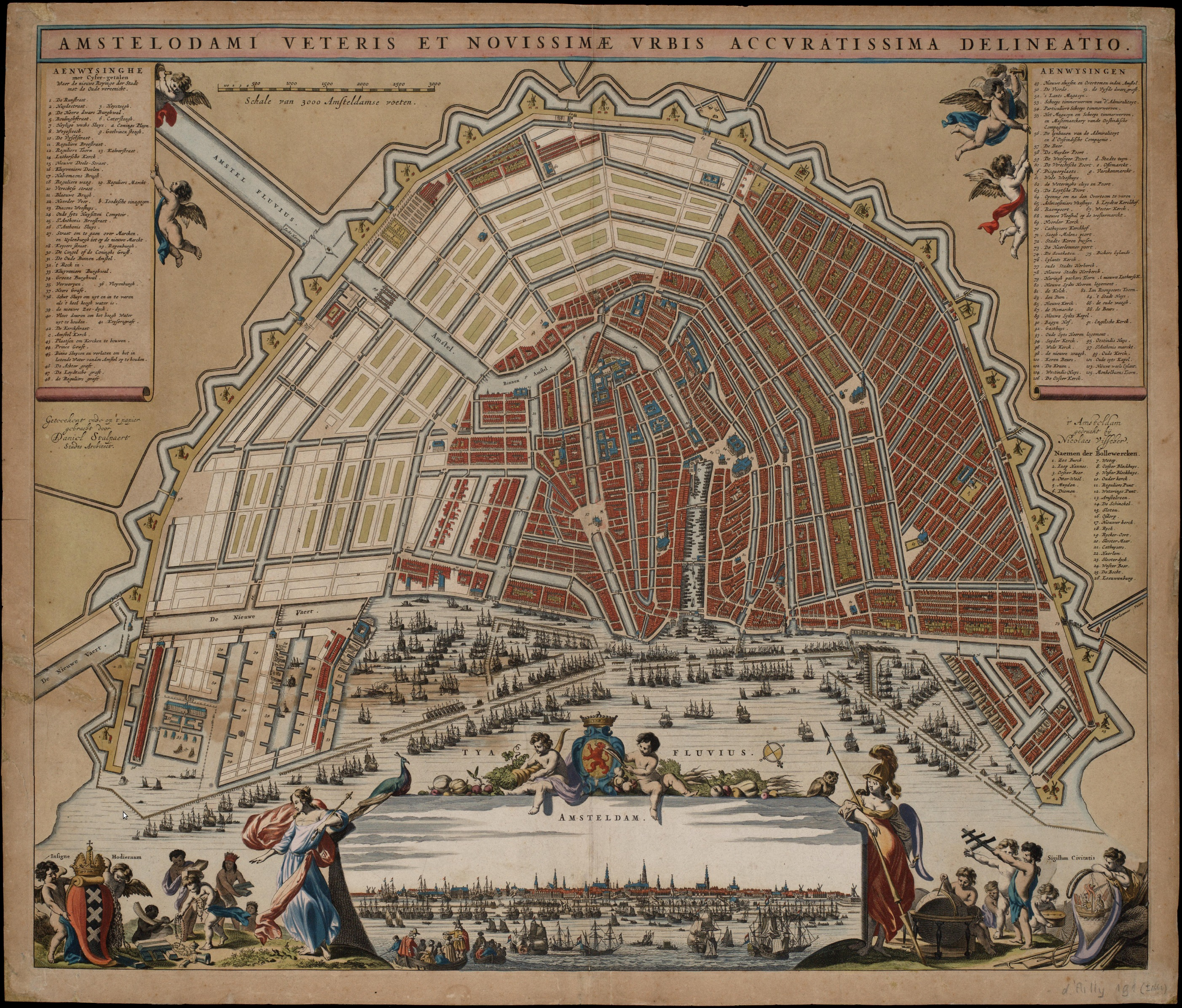
Una mappa che mostra Amsterdam con i suoi canali dal 1662.
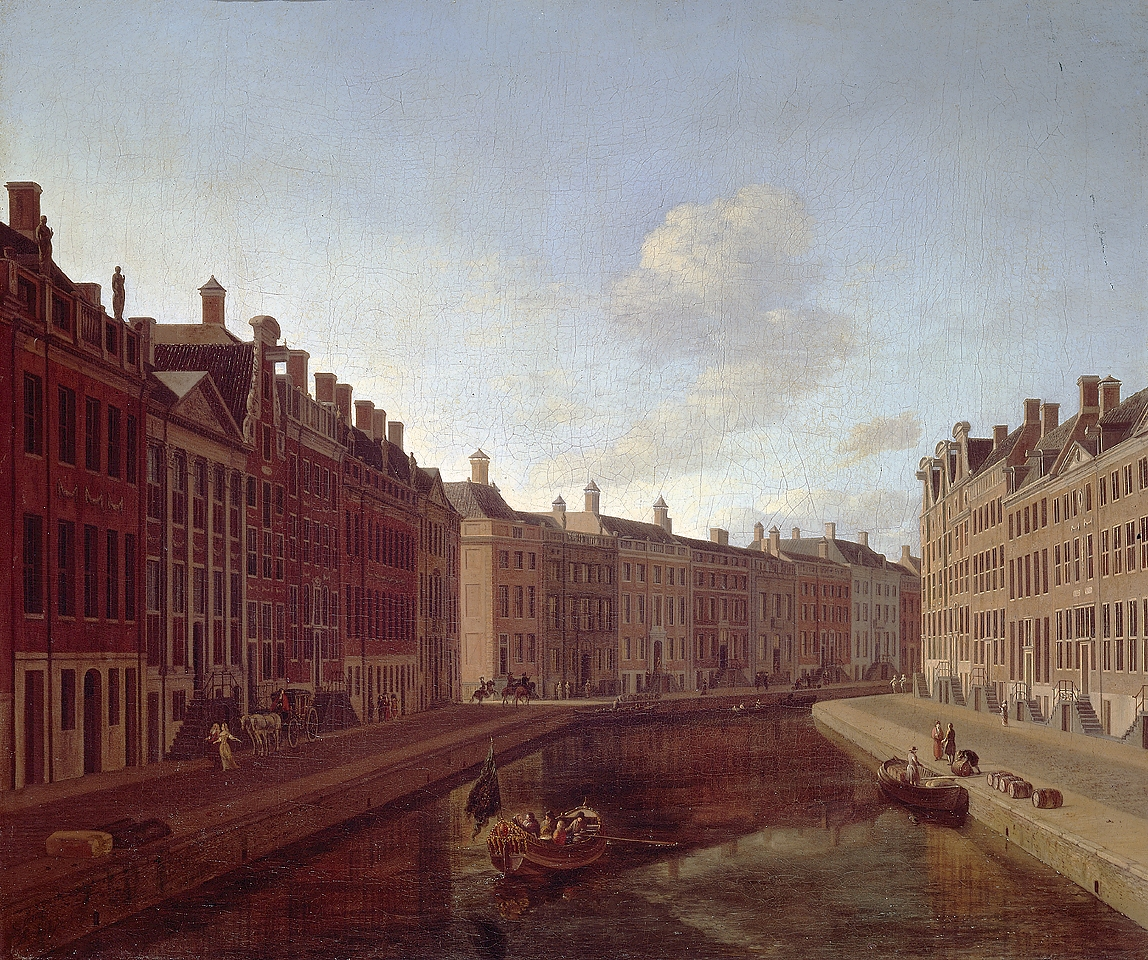
Il Gouden Bocht ritratto da Gerrit Adriaenszoon Berckheyde nel 1685

## Canali importanti nella cintura dei canali
Dall'interno verso l'esterno, i canali sono i seguenti:

### Singel

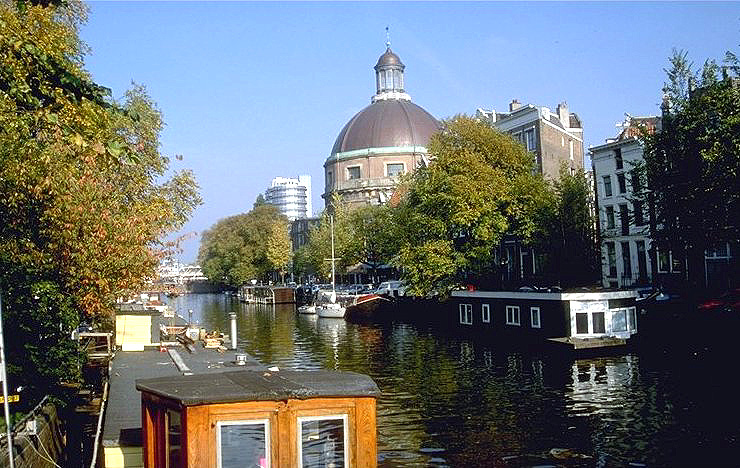
Singel

Il Singel circondato dalla città medievale di Amsterdam. È servito come fossato intorno alla città dal 1480 fino al 1585, quando Amsterdam si estese al di là del Singel. Il canale va dal baia IJ, vicino alla Stazione Centrale, in Muntplein, dove incontra il fiume Amstel. Ora è il canale più interno nell'anello semicircolare dei canali di Amsterdam. Il canale non deve essere confuso con il canale Singelgracht, che divenne il limite esterno della città durante l'ètà d'oro olandese nel XVII secolo.

### Herengracht

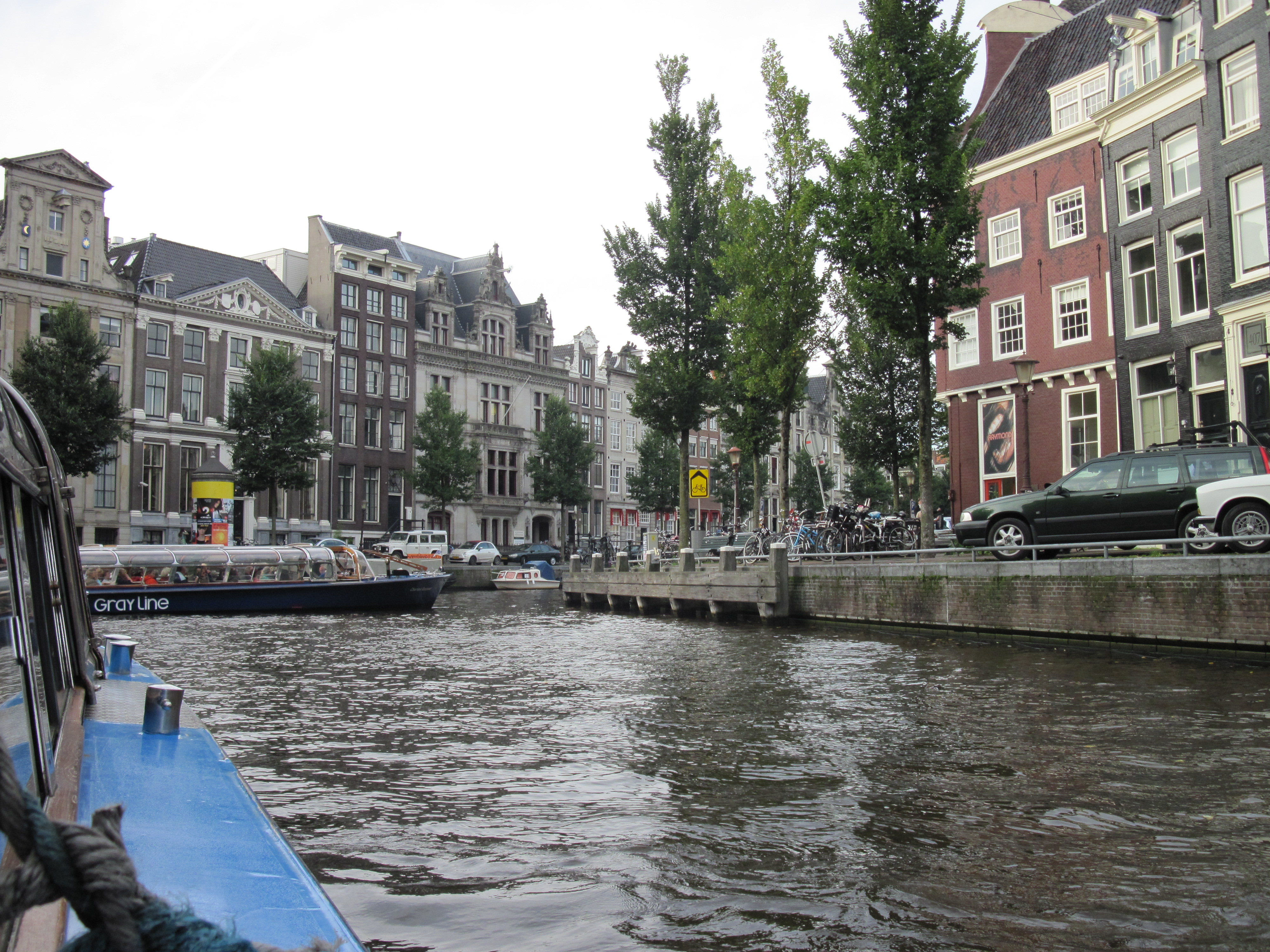
Herengracht

L'Herengracht (Canale dei Patrizi o Canale del Signore) è il primo dei tre canali principali nel centro della città di Amsterdam. Il canale prende il nome dai heren regeerders che governavano la città nel XVI e XVII secolo. La parte più alla moda si chiama la Gouden Bocth ("Curva d'Oro"), con molti palazzi ampi, giardini interni e le carriage house sul Keizersgracht.

### Keizersgracht

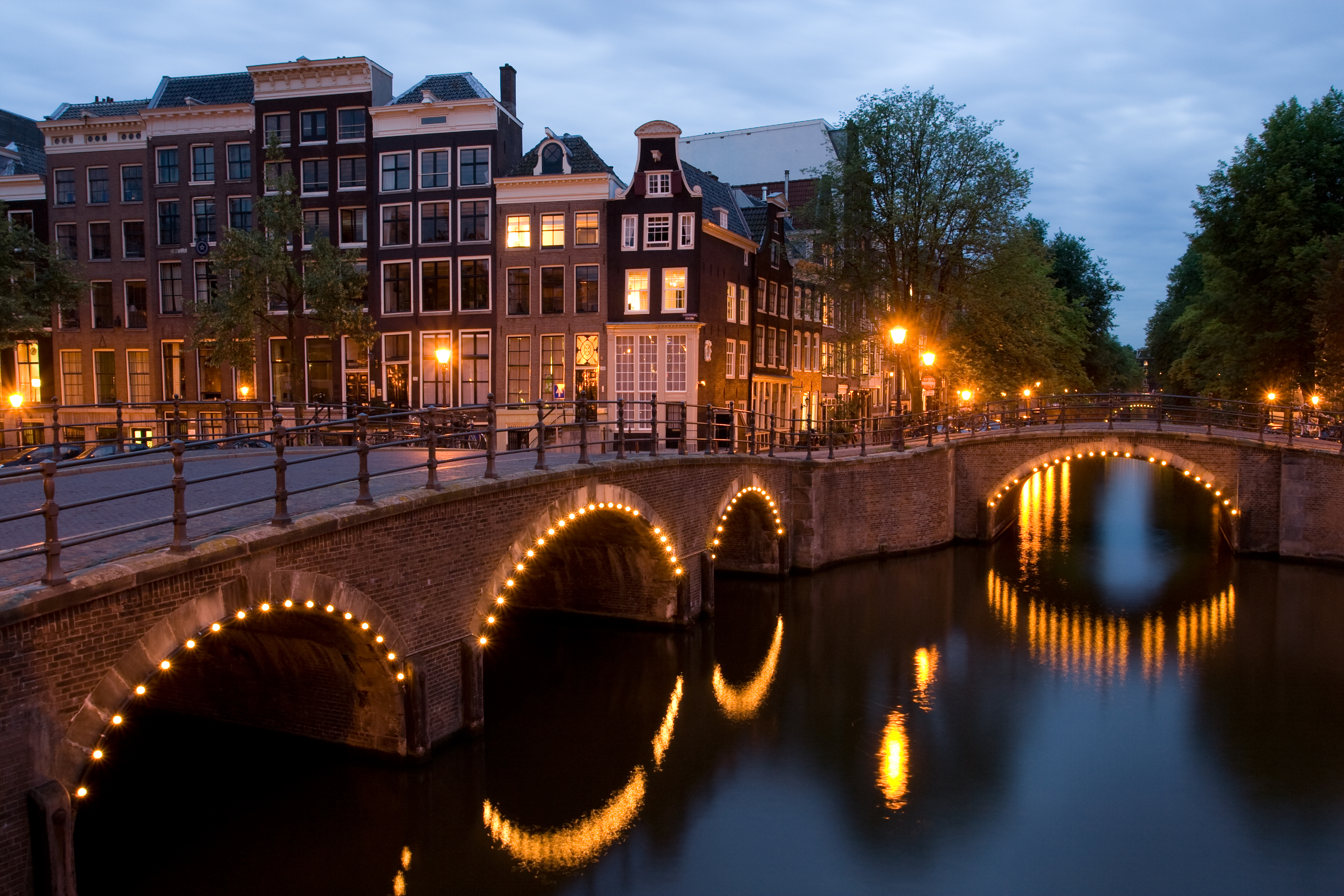
Keizersgracht

Il Keizersgracht (letteralmente: Canale dell'Imperatore) è il secondo e più ampio canale dei tre canali principali del centro della città di Amsterdam, tra l'Herengracht e il Prinsengracht. Prende il nome dall'imperatore Massimiliano I d'Asburgo.

### Prinsengracht

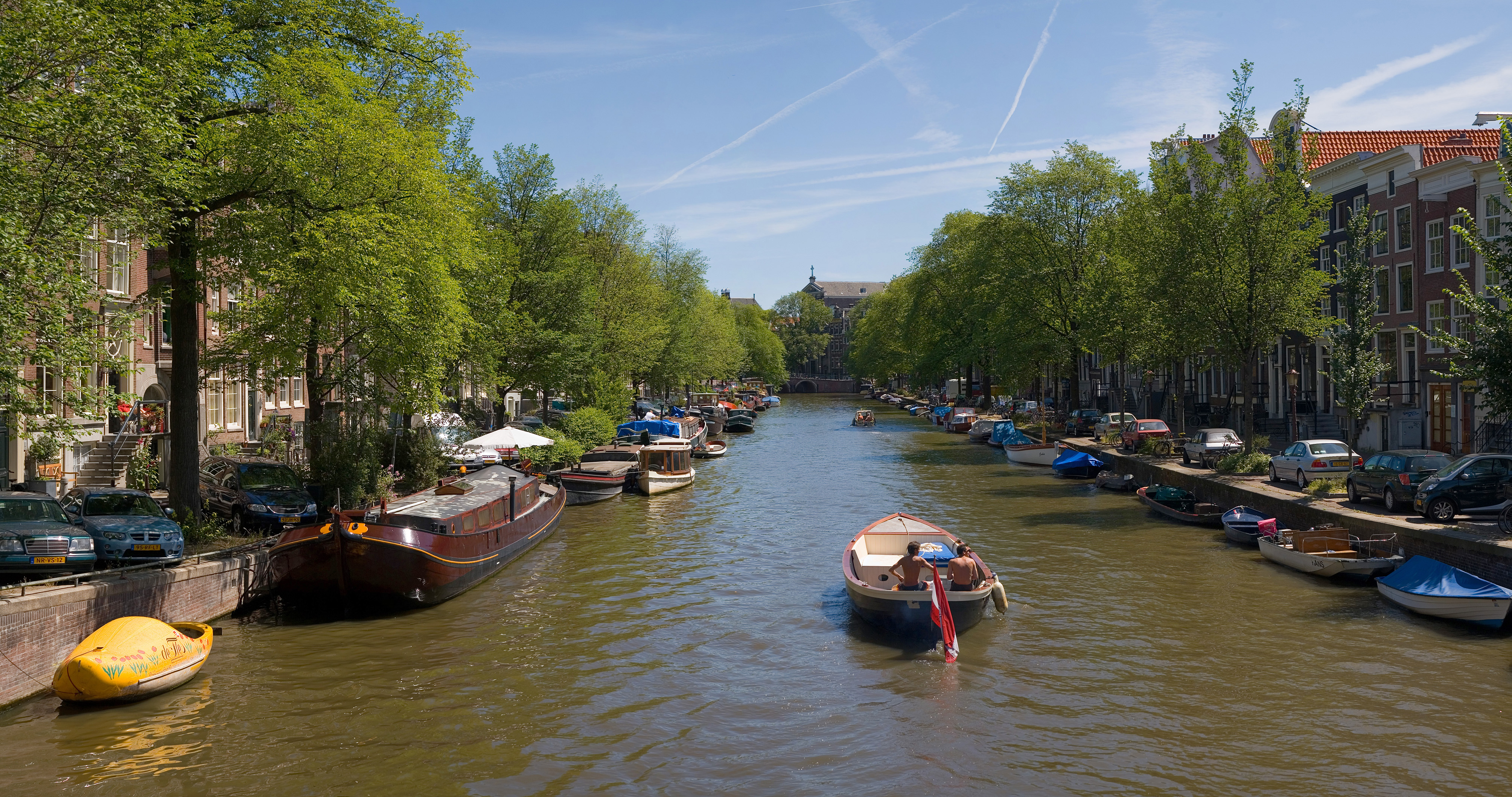
Prinsengracht

Il Prinsengracht (Canale del Principe) è il quarto e più lungo canale tra i canali principali di Amsterdam. Prende il suo nome dal principe di Orange Guglielmo I d'Orange. La maggior parte delle case situate lungo il canale sono state costruire durante il secolo d'oro olandese della Repubblica delle Sette Province Unite (o brevemente Province Unite). I ponti sul canale Prinsengracht si connettono con le vie del Jordaan.
Lungo il Prinsengracht si affacciano diverse costruzioni famose come la Noorderkerk, il Noordermarkt, la casa di Anna Frank, la Westerkerk e l'Homomonument, che attualmente si affaccia sul Keizersgracht.

## Altri canali famosi

### Zwanenburgwal

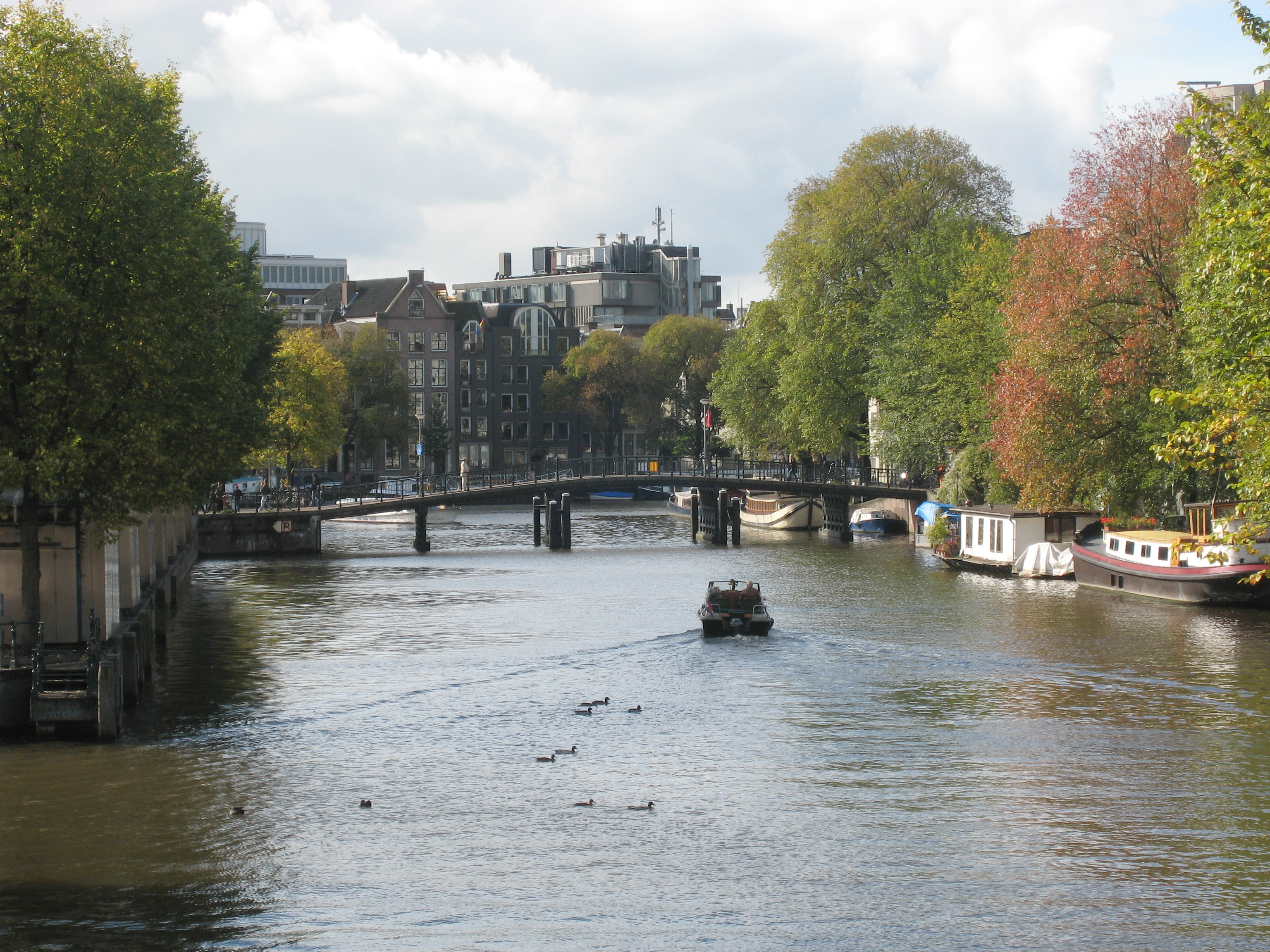
Zwanenburgwal

Lo Zwanenburgwal è un canale e una strada del centro di Amsterdam. Il pittore Rembrandt e filosofo Spinoza hanno vissuto qui. Nel 2006 è stato votato come una delle più belle strade di Amsterdam dai lettori di un quotidiano locale.
Lo Zwanenburgwal scorre dalla paratoia Sint Antoniessluis (tra le strade di Sint Antoniesbreestraat e Jodenbreestraat) al fiume Amstel. Il canale è stato originariamente chiamato Verversgracht ("canale dei tintori"), dopo che l'industria tessile dominò questa parte della città. I tessuti tinti venivano appesi ad asciugare lungo il canale.

### Brouwersgracht

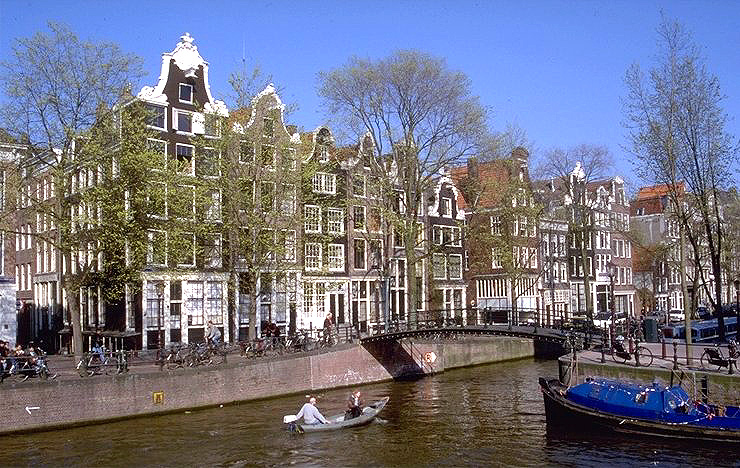
Brouwersgracht

Il Brouwersgracht è un canale nel centro di Amsterdam ed è parte della cintura dei canale che collega il Singel, Herengracht, Keizergracht e Prinsengracht e segna il confine settentrionale della cintura dei canali. Il canale serviva come luogo per le navi di ritorno dall'Asia con spezie e sete, perciò Brouwersgracht aveva molti magazzini e depositi per le navi. Nella zona erano diffuse anche le birrerie a causa dell'accesso alle spedizioni di acqua dolce. Oggi i magazzini sono appartamenti, alcuni dei più costosi di Amsterdam. Nel canale si vedono anche le case galleggianti. Nel 2007, Brouwersgracht è stata votata la più bella strada di Amsterdam dai lettori di un quotidiano locale.

### Kloveniersburgwal
Il Kloveniersburgwal è un canale che scorre dal sud di Nieuwmarkt al fiume Amstel sui margini della città medievale. Il lato est divenne popolato nel XVII secolo e ha un paio di grandi palazzi, come il Trippenhuis, ora sede della Accademia Reale delle Arti e delle Scienze dei Paesi Bassi. Il Kloveniersburgwal era popolare per gli amministratori della Compagnia olandese delle Indie orientali, essendo vicino al suo centro nevralgico sulla Oude Hoogstraat e del suo magazzino.

### Brantasgracht, Lamonggracht, Majanggracht e Seranggracht

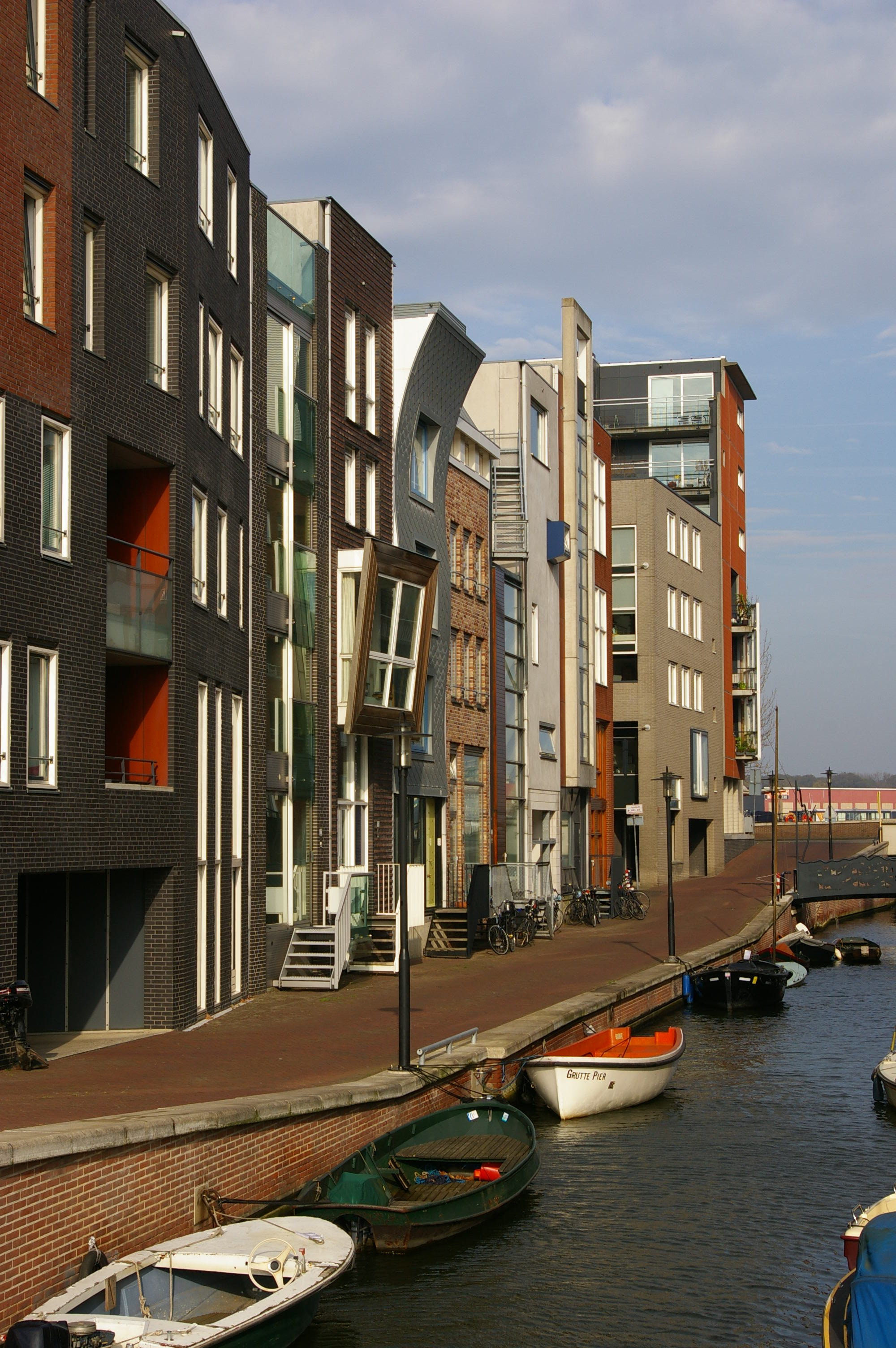
Lamonggracht

Questi quattro canali sono i canali più recenti ad Amsterdam, costruiti sull'Isola di Java nel 1995, un'isola artificiale nel porto di IJ, a nord-est del centro della città. I canali sono fiancheggiati con una moderna interpretazione delle classiche case sui canali di Amsterdam, che sono stati progettati da 19 giovani architetti olandesi. Ogni casa è larga 4,5 metri e alta 4 o 5 piani, ma i design sono assolutamente unici e sono spesso presenti nelle guide di viaggio per Amsterdam, pur essendo fuori dai percorsi battuti della maggior parte dei turisti. Nove ponti in metallo decorati, disegnati dalla coppia d'artisti Guy Rombouts e Monika Droste, attraversano i canali per pedoni e ciclisti.

## Piani
Dalla costruzione dei canali, ci sono stati piani per collegare il nord di Amsterdam (Amsterdam-Noord) al centro della città. Nel 1999, un piano è stato fatto per completare l'esistente canale circolare nel Nord. I piani per gentrificare questa zona sono ancora in fase di sviluppo, ma il piano per completare i canali del nord non è stato ancora incorporato.